# Laurence Olivier Award for Best Family Show
Der Laurence Olivier Award for Best Family Show (deutsch: Laurence Olivier Award für die beste Familienshow) ist ein britischer Theater- und Musicalpreis, der erstmals 2004 vergeben wurde.

## Geschichte und Hintergrund
Die Laurence Olivier Awards werden seit 1976 jährlich in zahlreichen Kategorien von der Society of London Theatre vergeben. Sie gelten als höchste Auszeichnung im britischen Theater und sind vergleichbar mit den Tony Awards am amerikanischen Broadway. Ausgezeichnet werden herausragende Darsteller und Produktionen einer Theatersaison, die im Londoner West End zu sehen waren. Die Nominierten und Gewinner der Laurence Olivier Awards „werden jedes Jahr von einer Gruppe angesehener Theaterfachleute, Theaterkoryphäen und Mitgliedern des Publikums ausgewählt, die wegen ihrer Leidenschaft für das Londoner Theater“ bekannt sind. Einer der Sonderpreise ist der Laurence Olivier Award for Best Family Show. Der Preis hieß von 1991 bis 2011 Laurence Olivier Award for Best Entertainment und von 2012 bis 2019 Laurence Olivier Award for Best Entertainment and Family und hat den aktuellen Namen seit dem Jahr 2020.

## Gewinner und Nominierte
Die Übersicht der Gewinner und Nominierten listet pro Jahr die nominierten Produktionen und ihren Autor. Der Gewinner eines Jahres ist grau unterlegt und fett angezeigt.

### 1991–1999
| Jahr                                           | Produktion                                         | Autor         |
| 1991                                           |                                                    |               |
| ---------------------------------------------- | -------------------------------------------------- | ------------- |
| 1991                                           | Five Guys Named Moe                                | Clarke Peters |
| 1991                                           | An Evening with Peter Ustinov                      | Peter Ustinov |
| 1991                                           | Victoria Wood Up West                              | Victoria Wood |
| 1992                                           |                                                    |               |
| Talking Heads                                  | Alan Bennett                                       |               |
| A Tribute to the Blues Brothers                | Con O’Neill                                        |               |
| Lavishly Mounted                               | Kit Hesketh-Harvey und Richard Sisson              |               |
| Tango Argentino                                | Claudio Segovia und Hector Orezzoli                |               |
| 1993                                           |                                                    |               |
| Travels with My Aunt                           | Graham Greene und Giles Havergal                   |               |
| Ennio Marchetto                                | Ennio Marchetto und Sosthen Hennekam               |               |
| The Blue Angel                                 | Pam Gems                                           |               |
| The Invisible Man                              | Ken Hill                                           |               |
| 1994                                           |                                                    |               |
| A Christmas Carol                              | Patrick Stewart                                    |               |
| Jamais Vu                                      | Ken Campbell                                       |               |
| January Sale                                   | Kit and The Widow                                  |               |
| Stomp                                          | Luke Cresswell und Steve McNicholas                |               |
| 1995                                           |                                                    |               |
| By Special Arrangement                         | Maria Friedman                                     |               |
| Fascinating Aïda                               | Dillie Keane, Adele Anderson und Issy Van Randwyck |               |
| Juggle and Hyde                                | The Flying Karamazov Brothers                      |               |
| Jack – A Night On the Town with John Barrymore | Nicol Williamson und Leslie Megahey                |               |
| 1998                                           |                                                    |               |
| Slava’s Snowshow                               | Slava Polunin                                      |               |
| Maureen Lipman, Live and Kidding               | Maureen Lipman                                     |               |
| Marlene                                        | Pam Gems                                           |               |
| She Knows You Know                             | Jean Fergusson                                     |               |
| 1999                                           |                                                    |               |
| Do You Come Here Often?                        | The Right Size                                     |               |
| Much Ado About Everything                      | Jackie Mason                                       |               |
| Steve Coogan is the Man who Thinks He’s It     | Steve Coogan und Henry Normal                      |               |
| Shakespeare’s Villains: A Masterclass in Evil  | Steven Berkoff                                     |               |

### 2000–2009
| Jahr                                         | Produktion                                                       | Autor |
| -------------------------------------------- | ---------------------------------------------------------------- | ----- |
| 2000                                         |                                                                  |       |
| Defending the Caveman                        | Rob Becker                                                       |       |
| Al Murray - The Pub Landlord                 | Al Murray                                                        |       |
| Barefaced Chic                               | Fascinating Aida                                                 |       |
| Soul Train                                   | Mark Clements und Michael Vivian                                 |       |
| 2002                                         |                                                                  |       |
| Shockheaded Peter                            | Julian Bleach, Anthony Cairns, Graeme Gilmour und Tamzin Griffin |       |
| The Pub Landlord – My Gaff, My Rules         | Al Murray                                                        |       |
| Barbara Cook Sings Mostly Sondheim           | Barbara Cook                                                     |       |
| The League of Gentlemen                      | Jeremy Dyson, Mark Gatiss, Steve Pemberton und Reece Shearsmith  |       |
| The Vagina Monologues                        | Eve Ensler                                                       |       |
| 2003                                         |                                                                  |       |
| Play Without Words                           | Matthew Bourne                                                   |       |
| Contact                                      | Susan Stroman und John Weidman                                   |       |
| Elaine Stritch at Liberty                    | John Lahr und Elaine Stritch                                     |       |
| Rory Bremner with John Bird and John Fortune | Rory Bremner                                                     |       |
| 2004                                         |                                                                  |       |
| Duckie’s C’est Barbican!                     | Ursula Martinez, Christopher Green und Marisa Carnesky           |       |
| Jus’ Like That                               | John Fisher                                                      |       |
| My Brilliant Divorce                         | Geraldine Aron                                                   |       |
| One Last Flutter                             | Fascinating Aïda                                                 |       |
| The Rat Pack: Live From Las Vegas            | Mitch Sebastian, Paul Walden und Derek Nicol                     |       |
| 2006                                         |                                                                  |       |
| Something Wicked This Way Comes              | Derren Brown                                                     |       |
| Blue Man Group                               | Blue Man Group                                                   |       |
| Ducktastic                                   | The Right Size                                                   |       |
| 2009                                         |                                                                  |       |
| La Clique                                    | La Clique                                                        |       |
| Brief Encounter                              | Noël Coward                                                      |       |
| Maria Friedman: Rearranged                   | Maria Friedman                                                   |       |

### 2010–2019
| Jahr                                      | Produktion                                     | Autor                       |
| 2010                                      |                                                |                             |
| ----------------------------------------- | ---------------------------------------------- | --------------------------- |
| 2010                                      | Morecambe                                      | Tim Whitnall                |
| 2010                                      | Arturo Brachetti: Change                       | Sean Foley                  |
| 2010                                      | Derren Brown: Enigma                           | Derren Brown und Andy Nyman |
| 2011                                      |                                                |                             |
| The Railway Children                      | Mike Kenny                                     |                             |
| Beauty and the Beast                      | Lucy Kirkwood                                  |                             |
| Ghost Stories                             | Jeremy Dyson und Andy Nyman                    |                             |
| Potted Panto                              | Daniel Clarkson und Jefferson Turner           |                             |
| 2012                                      |                                                |                             |
| Svengali                                  | Derren Brown                                   |                             |
| Midnight Tango                            | Vincent Simone und Flavia Cacace               |                             |
| Potted Potter                             | Daniel Clarkson und Jefferson Turner           |                             |
| The Tiger Who Came to Tea                 | David Wood                                     |                             |
| 2013                                      |                                                |                             |
| Goodnight Mister Tom                      | David Wood                                     |                             |
| Cinderella: A Fairytale                   | Sally Cookson                                  |                             |
| Hansel and Gretel                         | Lucy Kirkwood                                  |                             |
| Room on the Broom                         | Tall Stories Theatre Company                   |                             |
| 2014                                      |                                                |                             |
| The Wind in the Willows                   | Will Tuckett                                   |                             |
| Derren Brown: Infamous                    | Derren Brown                                   |                             |
| Eat, Pray, Laugh!                         | Barry Humphries                                |                             |
| Eric and Little Ern                       | Jonty Stephens und Ian Ashpitel                |                             |
| 2015                                      |                                                |                             |
| La Soirée                                 | Brett Haylock, Mick Perrin und Mark Rubinstein |                             |
| Dance ’til Dawn                           | Andrew Guerdat und Steven Kreinberg            |                             |
| Hetty Feather                             | Jacqueline Wilson und Emma Reeves              |                             |
| 2016                                      |                                                |                             |
| Showstopper                               | N/A                                            |                             |
| Alice’s Adventures Underground            | Anthony Spargo und Oliver Lansley              |                             |
| The Lorax                                 | Dr. Seuss                                      |                             |
| I Want My Hat Back                        | Jon Klassen                                    |                             |
| Peter Pan                                 | J. M. Barrie                                   |                             |
| 2017                                      |                                                |                             |
| The Red Shoes                             | Matthew Bourne                                 |                             |
| Cinderella                                | Michael Harrison                               |                             |
| David Baddiel – My Family: Not the Sitcom | David Baddiel                                  |                             |
| Peter Pan                                 | J.M. Barrie                                    |                             |
| 2018                                      |                                                |                             |
| Dick Whittington                          | Alan McHugh                                    |                             |
| David Walliam’s Gangsta Granny            | Neal Foster                                    |                             |
| Derren Brown: Underground                 | Derren Brown                                   |                             |
| Five Guys Named Moe                       | Clarke Peters                                  |                             |
| 2019                                      |                                                |                             |
| A Monster Calls                           | Patrick Ness                                   |                             |
| Snow White                                | Michael Harrison                               |                             |
| Songs for Nobodies                        | Joanna Murray-Smith                            |                             |
| The Wider Earth                           | David Morton                                   |                             |

### Seit 2020
| Jahr                        | Produktion                                          | Autor                                                     |
| 2020                        |                                                     |                                                           |
| --------------------------- | --------------------------------------------------- | --------------------------------------------------------- |
| 2020                        | The Worst Witch                                     | Emma Reeves                                               |
| 2020                        | Mr Gum and the Dancing Bear                         | Jim Fortune (Musik) und Andy Stanton (Liedtexte und Buch) |
| 2020                        | Oi Frogs and Friends                                | Emma Earle, Zoe Squire, Luke Bateman und Richy Hughes     |
| 2020                        | To the Moon and Back                                | Paula Manning                                             |
| 2021/2022                   |                                                     |                                                           |
| Wolf Witch Giant Fairy      | Clare Beresford, Dominic Conway and Alexander Scott |                                                           |
| Billionaire Boy             | Neal Foster                                         |                                                           |
| Dragons and Mythical Beasts | Derek Bond                                          |                                                           |
| What the Ladybird Heard     | Graham Hubbard                                      |                                                           |
| 2023                        |                                                     |                                                           |
| Hey Duggee                  |                                                     |                                                           |
| Blippi                      |                                                     |                                                           |
| Midsummer Mechanicals       |                                                     |                                                           |
| The Smartest Giant in Town  | Julia Donaldson                                     |                                                           |
| 2024                        |                                                     |                                                           |
| Dinosaur World Live         |                                                     |                                                           |
| Bluey’s Big Play            |                                                     |                                                           |
| The House with Chicken Legs |                                                     |                                                           |
| The Smeds and The Smoos     | Graham Hubbard                                      |                                                           |